# New Life (Depeche Mode-dal)
A New Life című dal a brit Depeche Mode Speak & Spell című albumáról, mely 1981. június 13-án jelent meg az angol Mute kiadónál. A dal nem jelent meg az Egyesült Államokban.

## Előzmények
A dalt Vince Clarke írta. A dalnak két változata volt elérhető. A 7" inches változat később az album verzió lett, mivel ez jelent meg az album brit változatán, valamint egy 12-es vinyl remixen, mely abban különbözik az album változattól, hogy eltérő intróval kezdődik, valamint intenzíven ütős, és keményebb a dal. A dal közepén a szóló szekcióban egy hozzáadott szinti rész hallható, mely nincs benne a 7" inches változatban. A remix később az amerikai albumkiadáson kapott helyet.
A dal a Depeche Mode áttörést jelentő slágere lett az Egyesült Királyságban, és a 11. helyen végzett a slágerlistán. 1981. június 25-én a csapat előadta a dalt a BBC Top of the Pops című műsorában, majd még két alkalommal játszották el, 1981. július 16-án és 30-án.
A kislemez B. oldalán helyet kapott "Shout!" című dal az első Depeche Mode dal, mely 12-es mixet kapott "Rio Mix" néven. Ez a mix később helyet kapott a Remixes 81-04 című válogatás albumon is, mely 2004-ben jelent meg. Ez volt a válogatáson szereplő első legkorábbi felvétel.

## Számlista
| 7": Mute / 7Mute14 (Egyesült Királyság) 1. "New Life" – 3:43 2. "Shout!" – 3:44 12": Mute / 12Mute14 (Egyesült Királyság) 1. "New Life" (Remix) – 3:58 2. "Shout!" (Rio Mix) – 7:31 | CD: Mute / CDMute14 (Egyesült Királyság)megjelent 1991-ben 1. "New Life" (Remix) – 3:58 2. "Shout!" – 3:44 3. "Shout!" (Rio Mix) – 7:31 CD: Sire / 40290-2 (Egyesült Államok)megjelent 1991-ben 1. "New Life" (Remix) – 3:58 2. "Shout!" – 3:44 3. "Shout!" (Rio Mix) – 7:31 |

## Helyezések
| Slágerlista (1981)                                 | Legmagasabb helyezés |
| -------------------------------------------------- | -------------------- |
| Írország (IRMA)                                    | 22                   |
| Egyesült Királyság (UK Singles Chart)              | 11                   |
| UK Indie (MRIB)                                    | 1                    |
| US Hot Dance Club Songs (Billboard) a "Shout!"-tal | 29                   |